# 海底地すべり
海底地すべり（かいていじすべり）とは、海底で起きる地すべり。海底斜面上の堆積物が重力によって滑り落ちる自然現象のこと。メタンハイドレート分解、地震、波浪、潮汐変化、堆積・侵食過程などが誘引として考えられている。
日本語表記としては「海底地すべり」「海底地滑り」「海底地辷り」がある（日本地すべり学会は「地すべり」とひらがな表記である）。英語では"Submarine landslide（またはslide）"と表記される。また湖底で起きることもあり、それらを併せて"Underwater slide"と呼ぶこともある。重力によって滑り落ちることを強調して"Gravitational collapse"と言われることもある。大きく見ると地球表層での流れという意味で"Earth flow"と呼ばれることも多い。
一般的に、地すべり（SlideもしくはLandslide）は滑り面を有している斜面での堆積物の滑落現象のことであり、滑り面より上の堆積物はほとんど変形しない。滑り面より上の堆積物がやや変形する場合はスランプ（Slump）と呼ばれる。さらに堆積物に水が混ざり堆積物の元々の構造を完全に破壊するようになるとFlowと呼ばれる。Flowは水をあまり含まずに堆積物がある程度の塊として維持されるデブリフロー（Debris flow）、粒子が完全にバラバラになって流れ下る混濁流（Turbidity current）に大別される。

## 概要

### 地質的特徴
地質的な特徴としてフィヨルド、大陸縁の河川デルタ、海底谷、大陸縁斜面、海底火山諸島、未固結の堆積層などに多くみられる。海底地すべりが発生すると、地上の地すべりでの土煙に相当する混濁流が発生して特徴ある層状に堆積する。大規模な痕跡はこれが広範囲にタービダイトとして観察される。

### 影響
海底地すべりが引き起こす影響として、津波の発生、海底ケーブルや海底パイプラインの切断、資源開発など海底掘削でのプラットフォームへの障害の発生、メタンハイドレートの大規模な融解などが挙げられる。海底地すべりは、津波を局所的に大きくすることで大きな被害をもたらす。海底に沿って泥を含んだ密度の高い水が流れて、混濁流に転化することも多い。
これらのうち、津波は人間が多く暮らす海岸部に大きな被害を与える。東北大学教授今村文彦が東北大学やアメリカ海洋大気庁の過去400年分の津波データベースから、8％が海底地すべりが原因と考えられると分析している。巨大地震に誘発されて、海底でも液状化現象が起きることなどで発生し、地震単独より津波の高さや襲来エリアを大きくして被害を増大させる。地震に伴う海底地すべりでの津波被害は、スラウェシ島地震が津波を起こしにくい横ずれ断層型地震であったのに、高さ約5メートルと大きな津波が発生したことから注目されるようになった（地震単独なら津波の高さは1メートル程度に収まったとの試算もある）。震度の大きさと津波の高さの地理的なズレや海底地形の探査などから関東大震災、駿河湾地震 (2009年)、東北地方太平洋沖地震（東日本大震災）でも海底地すべりとそれによる津波が発生していた可能性が指摘されている。また、日本国政府による南海トラフ巨大地震の津波想定では、海底地すべりによる被害拡大の危険性は考慮されていない。
日本付近で地震による海底地すべりの同時発生津波が示唆される場所として、日向灘、富山湾、根室沖を挙げる研究がある。

### 規模
規模が非常に大きく、浅海の堆積物を深海へと運ぶことからも滑り落ちた物質が非常に広範囲に及ぶこと、小規模なものは局部的に堆積層の乱れをつくる事などが知られている。その規模は斜面の傾斜や堆積速度、堆積物の性質などに左右され、さらに過去に形成されたものだとスランピング (slumping) という海底地すべりの跡からも推察することができる。

## 陸上地すべりとの比較
陸上の場合、大規模でも地すべり土塊の体積が数10立方キロメートルであるのに対し、確認されている最もすべり土塊の大きな海底地すべりは20,000立方キロメートルである。海底地すべりにおける地すべり土塊の体積は数千立方キロメートルに及んでいる事例が多いこと、移動距離が数十キロメートルにおよぶものがあることからもその規模の大きさが窺がえる。次に、海底地すべりの起きる斜面が必ずしも急斜面であるとは限らず、緩傾斜でも地すべりが発生し得ることである。たとえば、ミシシッピ・デルタで0.01◦ というわずかな傾斜でさえも海底地すべりを発生させたことなどが、その代表的な例である。

## 実例（推定を含む）
- 約150万年前にオアフ島東部が崩壊する巨大な海底地すべり（ヌウアヌスライド（英語版））が発生し、体積にして推定5,000 km3の土砂が北東へ200kmほど流下した。この海底地すべりによって津波が発生し、太平洋全域に伝播した。津波の高さはハワイ諸島北東沿岸で最大500m程度、北アメリカ大陸西部沿岸で最大100m程度と推定されている。
- 約8,000年前にノルウェー沖で崩壊した土砂の体積が3,500 km3と推定される巨大な海底地すべりが発生した。この出来事はストレッガスライドと呼ばれ、大西洋全域に津波が伝播した。この時、ノルウェー沿岸で最大40m程度の津波が発生したと推定されている。
- 1026年万寿津波 - 古記録には「地震」とはなく、鴨島の崩壊と益田付近の大津波は、大規模な海底の斜面崩壊が原因とされる[3]。
- 1596年慶長豊後地震 - 瓜生島の消失と、豊後の大津波は海底地すべりの可能性があるが、音波探索記録からは地すべりの痕跡は発見されていない[4]。
- 1771年の八重山地震は推定されるマグニチュードに対し津波が大きく、黒島海丘で生じた海底地滑りによって大きな津波を発生させたとする研究がある[5]。
- 大正関東地震（1923年、マグニチュード7.9）の際には、相模湾および東京湾口に多くの海底地すべりが発生し、海底電線を切断した[6]。
- 1929年に発生した大西洋・グランドバンクの地震（1929 Grand Banks earthquake）の際、大陸斜面を通る6本の海底電線が切断された。地滑りによる乱泥流のためと考えられ、その速度は秒速10mほどであったと計算された。この時崩壊した土砂の体積は200 km3と推定されている。
- 1946年アリューシャン地震 - 津波地震とされており、大津波の原因は海底地滑りとされる[7]。
- 1993年北海道南西沖地震の際に、奥尻島藻内西方沖約15kmで発生した[8]。
- 1998年パプアニューギニアの地震 - M7.1程度であったにもかかわらず、沿岸部で10 m以上の津波を発生した。地震動によって誘発された海底地すべりが津波を増幅させた可能性が指摘されている[2][9]。
- 2006年伊豆半島東方沖地震の際に、本震の約5分後に海洋研究開発機構（JAMSTEC）の初島沖深海底総合観測ステーションで、乱泥流が観測されたがこの乱泥流の原因は海底地すべりと考えられている[10][11]。
- 2011年東北地方太平洋沖地震 - 海洋研究開発機構は地震発生後の海底の調査で海溝軸付近に地すべりと考えられる地形変形を発見[12]。海洋研究開発機構が地震後の海底地形調査から明らかにした海溝軸西側の海底地形変動は、海底地すべりの可能性が高いとされる[13]。また、三陸沿岸の高い遡上高をもたらした津波は、総体積が500 km3におよぶ大規模な海底地滑りとすれば、計算と実測の津波波形がよく適合するという[14]。
- 2024年能登半島地震 - 富山湾において海底地すべりの痕跡が複数観測され、また数値解析から海底地すべりが津波の発生に関係したと推定される[15][16]。

### 陸上に残る主な痕跡

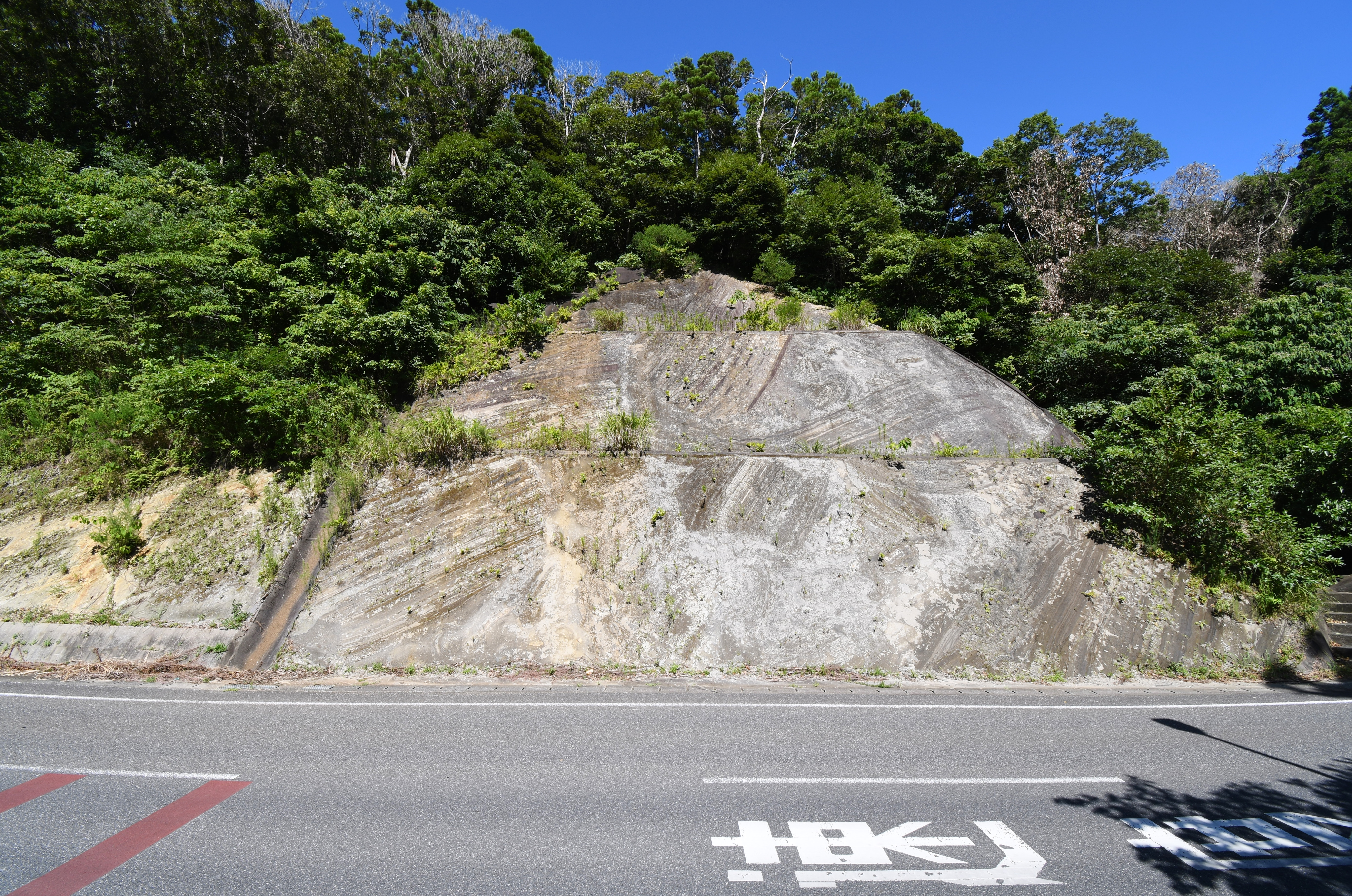
安房白浜トンネル露頭

陸上に残る痕跡は、東北地方の新第三紀・泥岩層の地域、福島県の太平洋岸に分布する鮮新統大年寺層や紀伊半島の秩父帯の地域、九州南部の四万十帯地域、高知県の古第三系室戸層など日本各地に存在する。
- 広島県三次市東酒屋町[23]。この露頭は、農業用道路工事によって昭和58年に発見されて以降、海底地すべりを示す地層として知られており、備北層群上部層に属する泥質岩優勢な部分から多様な地滑り構造（スランプ褶曲、スランプボール、小断層など）が観察できること、またその規模が極めて大きいことなどから学術的な価値が見出され、昭和60年に広島県の天然記念物に指定され現在に至るまで保護されている。
- 千葉県南房総市白浜町、安房グリーンラインの安房白浜トンネルの北側出口近。この露頭は、道路建設に伴う掘削の際に発見され保存されている[24]。
- 神奈川県逗子市池子アメリカ軍共用地内、久木トンネル内[25]。